# Adam Basil
Adam Basil (Melbourne, 14 april 1975) is een voormalige Australische atleet, die was gespecialiseerd in de 100 m en de 200 m. Eenmaal nam hij deel aan de Olympische Spelen, maar bleef medailleloos.

## Biografie
Basil maakte in 1999 op de wereldkampioenschappen in Sevilla deel uit van het Australisch team op de 4 x 100 m estafette. Twee jaar later, op de WK in Edmonton liep hij samen met Paul Di Bella, Steve Brimacombe en Matt Shirvington naar een bronzen medaille op de 4 x 100 m. In datzelfde jaar veroverde hetzelfde Australische team zilver op de Goodwill Games in Brisbane. Oorspronkelijk eindigden ze derde, maar door de diskwalificatie van het Amerikaanse team (als gevolg van dopinggebruik van Tim Montgomery) schoven ze op naar de tweede plaats. Op de WK van 2003 kwamen ze tot de halve finale.
Op de Olympische Spelen van 2004 in Athene kwalificeerde Basil zich samen met zijn landgenoten Joshua Ross, Paul Di Bella en Patrick Johnson voor de finale van de 4 x 100 m estafette, waarin ze als zesde eindigden.

## Titels
- Australisch kampioen 100 yd - 1999

## Persoonlijke records
| Onderdeel | Prestatie | Datum            | Plaats     |
| --------- | --------- | ---------------- | ---------- |
| 100 m     | 10,29     | 12 april 2003    | Gold Coast |
| 200 m     | 21,06     | 26 november 2005 | Brisbane   |